# تيبور سيك
تيبور سيك (بالمجرية: Csík Tibor)‏ (2 سبتمبر 1927 – 22 يونيو 1976) هو ملاكم مجري راحل، مثّل بلاده في الألعاب الأولمبية الصيفية 1948.

## روابط خارجية
تيبور سيك على موقع أوليمبيديا (الإنجليزية)